# Daya Vaidya
Daya Vaidya est une actrice américano-népalaise, née à Katmandou au Népal.

## Biographie
Daya Vaidya est née à Katmandou, au Népal d'un père d'origine indienne et d'une mère d'origine italo-américaine. Elle a déménagé à Oakland, en Californie quand elle avait deux ans. Elle commença à jouer dans des pièces de théâtre et des comédies musicales à l'âge de onze ans. Pendant sa deuxième année d'études, elle a été reçue au Alvin Ailey American Dance Theater à New York où elle a suivi une formation dans toutes les formes de danse du ballet au hip-hop, puis elle a obtenu son baccalauréat en Arts du théâtre à l'Université de Californie(UCLA) de Los Angeles, où elle réside actuellement. Elle est membre de la prestigieuse Theatre Tribe.
Elle est mariée avec Don Wallace (acteur, producteur), ils ont 3 enfants : Leela née en 2010, et des jumeaux Jai Blue et Dev Eshaan nés en 2012,.
Elle a joué pendant une saison dans la série Unforgettable aux côtés de Poppy Montgomery.

## Filmographie

### Films
| Année | Titre                                   | Rôle      | Réalisateur  |
| ----- | --------------------------------------- | --------- | ------------ |
| 2000  | Leprechaun 5 : La Malédiction           | Un zombie | Rob Spera    |
| 2007  | Manipulation 2: Rétribution (Motives 2) | Sandra    | Kelsey Scott |
| 2009  | Blue                                    | Carmen    | Don Wallace  |

### Séries télévisées
| Année     | Titre                     | Rôle               | Saison | Episodes                               |
| --------- | ------------------------- | ------------------ | ------ | -------------------------------------- |
| 2005      | NCIS : Enquêtes spéciales | Keisha Scott       | 2      | Episode 16 : Bulldog (Pop Life)        |
| 2007      | Dexter                    | Agent du FBI       | 2      | Episode 7 : Allumez le feu             |
| 2008      | Mon oncle Charlie         | Lucy               | 6      | Episode 7 : Best H.O. Money Can Buy    |
| 2011-2012 | Unforgettable             | Nina Inara         | 1      | Episode 1 à 22                         |
| 2013      | Twisted                   | Sandy Palmer       | 1      | Episode 2, 3 et 4                      |
| 2015      | Castle                    | Sophia Del Cordova | 7      | Episode 12 : L'affaire est dans le sac |
| 2016      | Harry Bosch               | Jen Kowski         | 2      | Episode 2 et 3                         |